# Nueva Guinea
Nueva Guinea ist eine Stadt und ein Municipio im Departamento Región Autónoma de la Costa Caribe Sur des mittelamerikanischen Staates Nicaragua. Die Einwohnerzahl lag bei 78.947 (2019).

## Geschichte
Das Gebiet ist seit Jahrtausenden bewohnt, im Becken des Flusses Punta Gorda wurden fast zerstörte Überreste einer vorhispanischen Zivilisation entdeckt, die konzentrische Strukturen errichteten, und die Analyse von Keramik, die von Forschern gesammelt wurde, datiert sie auf etwa 3000 bis 4000 Jahre vor Christus.
Nueva Guinea wurde in den 1960er Jahren gegründet und erlebte in den frühen 1970er Jahren ein bedeutendes Wachstum, als das US-Friedenscorps dabei half, Familien aus der Pazifikregion Nicaraguas nach einem örtlichen Vulkanausbruch nach Nueva Guinea umzusiedeln.

## Wirtschaft
Die wichtigste wirtschaftliche Aktivität ist die Landwirtschaft. Die mit der Zeit sinkende Produktivität für die Landwirtschaft von Land, welches aus dem Dschungel gewonnen wird, führt zur voranschreitenden Entwaldung.

## Städtepartnerschaften
- Sint-Truiden, Provinz Limburg